# Phi4 Ceti
Título a ser usado para criar uma ligação interna é Phi4 Ceti.
Phi4 Ceti (Al Nitham, 23 Ceti) é uma estrela na direção da constelação de Cetus. Possui uma ascensão reta de 00h 58m 43.89s e uma declinação de −11° 22′ 47.8″. Sua magnitude aparente é igual a 5.62. Considerando sua distância de 315 anos-luz em relação à Terra, sua magnitude absoluta é igual a 0.69. Pertence à classe espectral G7III.